# Beaulieu, Kasteel Doorwerth
Beaulieu was een restaurant gevestigd in kasteel Doorwerth in Doorwerth, Nederland. Het restaurant had in de periode 1966-1979 een Michelinster.
Restaurateur van Beaulieu was G.H. Brenninkmeijer. Hij is de vader van de filmregisseur Stephan Brenninkmeijer, die op dit kasteel geboren is.

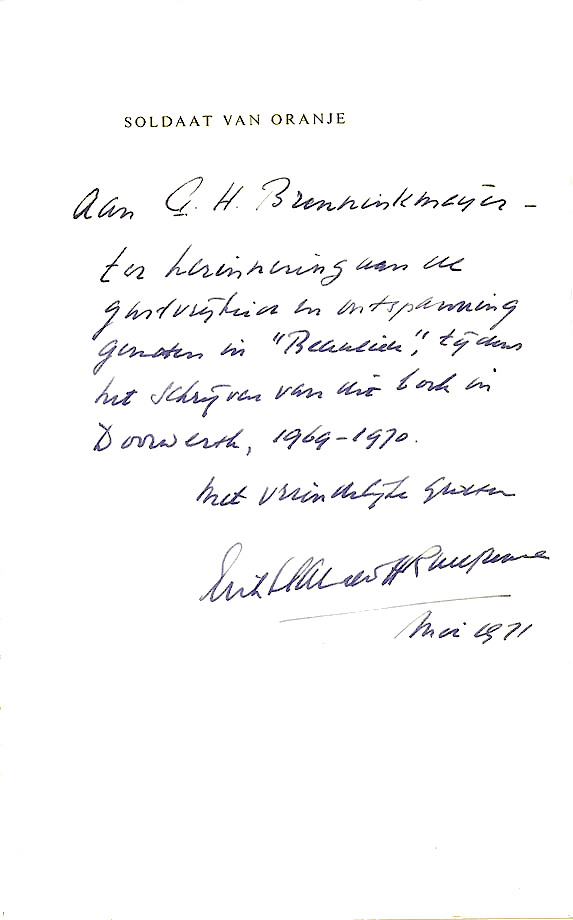
"Aan G.H. Brenninkmeijer – ter herinnering aan de gastvrijheid en ontspanning genoten in "Beaulieu", tijdens het schrijven van dit boek in Doorwerth, 1969–1970. Met vriendelijke groeten: Erik Hazelhoff Roelfzema. mei 1971."

In de periode 1969-1970 schreef Erik Hazelhoff Roelfzema in het restaurant zijn bekende boek Soldaat van Oranje.